# Time Machine 2011: Live in Cleveland
| Recensione | Giudizio |
| ---------- | -------- |
| AllMusic   |          |

Time Machine 2011: Live in Cleveland è il nono album live del gruppo rock canadese Rush pubblicato l'8 novembre 2011 in formato audio come doppio CD ed anche in formato DVD/blu-ray, è il primo album del gruppo ad esser distribuito dalla Roadrunner Records, la nuova etichetta della band. 
Il concerto è stato registrato in un'unica sessione il 15 aprile 2011 alla Quicken Loans Arena di Cleveland in Ohio durante una delle date del Time Machine Tour. Dall'album non sono stati estratti singoli commerciali o promozionali.

## Descrizione
L'album è caratterizzato dal presentare tutte le tracce di Moving Pictures, suonato integralmente durante il Time Machine Tour per commemorarne il trentennale. Come in tutti i live più recenti accanto ai classici del gruppo vengono proposti alcuni brani mai pubblicati in precedenza in versione live, in questo caso Faithless, Presto, The Camera Eye, i brani da poco pubblicati come singolo BU2B e Caravan e il breve inedito strumentale O'Malley's Break. Il disco è stato registrato in una città simbolo per lo sviluppo della carriera dei Rush: Cleveland, la località che nel 1974 ha aperto al gruppo il mercato statunitense, grazie alla trasmissione radiofonica di alcuni brani del gruppo a opera di Donna Halper.
Del disco viene apprezzata la coerenza e la solidità, caratteristiche tipiche di uno show dei Rush: i tre componenti vengono considerati molto talentuosi e tecnicamente dotati, tanto da far sembrare la impegnativa prestazione alla quale sono sottoposti, come un semplice esercizio che non richiede alcuno sforzo. Alcuni brani sorprendenti e inusuali si alternano a grandi classici. Tuttavia un disco, per quanto godibile, può solo rappresentare una parte delle emozioni trasmesse da uno show dei Rush, vista la ricchezza della illuminazione attentamente progettata, dai filmati e video di animazione proiettati durante lo spettacolo. 
Esiste una edizione, disponibile solo in versione vinile e digitale, chiamata Moving Pictures: Lives 2011, che presenta solo i contenuti dell'album Moving Pictures in versione live, sempre tratti dalla data di Cleveland.

## Tracce

### Disco 1
1. The Spirit of Radio - 5:02  (da: Permanent Waves)
2. Time Stand Still - 5:16  (da: Hold Your Fire)
3. Presto - 6:32  (da: Presto)
4. Stick it Out - 4:22  (da: Counterparts)
5. Workin' Them Angels - 4:44  (da: Snakes & Arrows)
6. Leave That Thing Alone - 5:13  (Lee, Lifeson) (da: Counterparts)
7. Faithless - 5:57  (da: Snakes & Arrows)
8. BU2B - 4:23
9. Free Will - 5:29  (da: Permanent Waves)
10. Marathon - 6:29  (da: Power Windows)
11. Subdivisions - 5:30  (da: Signals)
12. Tom Sawyer - 4:53  (Lifeson, Lee, Peart, Pye Dubois) (da: Moving Pictures)
13. Red Barchetta - 6:55  (da: Moving Pictures)
14. YYZ - 4:32  (Lee, Peart) (da: Moving Pictures)
15. Limelight - 4:31  (da: Moving Pictures)

### Disco 2
1. The Camera Eye - 10:10  (da: Moving Pictures)
2. Witch Hunt - 5:28  (da: Moving Pictures)
3. Vital Signs - 4:42  (da: Moving Pictures)
4. Caravan - 5:36
5. Moto Perpetuo (Drum solo) - 8:22  (Peart)
6. O'Malley's Break - 1:33  (Lifeson)
7. Closer to the Heart - 3:28  (Lifeson, Lee, Peart, Peter Talbot) (da: A Farewell to Kings)
8. 2112 - 7:10  (Overture e The Temples of Syrinx) (da: 2112)
9. Far Cry - 6:22  (da: Snakes & Arrows)
10. La Villa Strangiato - 7:40  (da: Hemispheres)
11. Working Man - 6:40  (Lee, Lifeson) (da: Rush)

Tutti i brani scritti da Geddy Lee, Alex Lifeson e Neil Peart eccetto dove segnato

## Formazione
- Geddy Lee - basso, tastiere e voce
- Alex Lifeson - chitarra elettrica ed acustica, mandolino, tastiere
- Neil Peart - batteria e percussioni

## Classifiche
| Classifica (2011) | Posizione massima |
| ----------------- | ----------------- |
| Stati Uniti       | 54                |

## Principali edizioni e formati
Time Machine 2011: Live in Cleveland è stato pubblicato in varie edizioni e formati; queste le principali:
- 2011, Anthem Records (solo Canada), formato: doppio CD
- 2011, Roadrunner Records, formato: doppio CD
- 2019, Roadrunner Records, formato: quadruplo LP (vinile 200 g.)
- 2011, Roadrunner Records, Moving Pictures: Lives 2011, formato: LP